# Jacques Hadamard
Jacques Salomon Hadamard (n. 8 decembrie 1865, Versailles — d. 17 octombrie 1963, Paris) a fost un matematician francez, cunoscut pentru contribuțiile sale în teoria numerelor, analiza matematică, ecuații cu derivate parțiale și criptologie, membru al Academiei Franceze de Științe și membru de onoare al Academiei Române.

## Biografie
Născut la 8 decembrie 1865, la Versailles (Franța, Jacques Salomon Hadamard era fiul lui Amédée Hadamard, un profesor cu ascendență evreiască, și al soției acestuia, Claire Marie Jeanne Picard.
A studiat la Liceul Charlemagne din Paris, unde tatăl său, Amédée Hadamard, era profesor de istorie, gramatică și literatură clasică. Paradoxal, la început era slab la matematică, dar continuând studiile la „Liceul Ludovic cel Mare”, unde se transferase tatăl său, termină studiile liceale (1883) cu notă maximă la matematică și mecanică.
În 1884 Jacques Hadamard intră la École normale supérieure („Școala Normală Superioară”) din Paris. Acolo i-a avut ca profesori pe Charles Hermite, Jean Gaston Darboux și Émile Picard, cel care l-a îndrumat spre lucrările de cercetare în domeniul matematicilor superioare. După absolvire (1888), lucrează ca profesor de matematică la diverse școli: Liceul Saint-Louis și Liceul Buffon (din 1890). 
Obține titlul de doctor în 1892, sub îndrumarea lui Émile Picard, cu o teză având ca subiect funcțiile definite prin serii Taylor: Essai sur l'étude des fonctions données par leur développment de Taylor.
Cariera sa universitară a început la Facultatea de științe a Universității din Bordeaux, unde a predat mai întâi ca lector de astronomie și mecanică rațională (din iulie 1893 până în februarie 1896), apoi ca profesor titular.
S-a întors apoi la Paris în calitate de conferențiar universitar înlocuindu-l pe Paul Painlevé⁠(fr)[traduceți] (din octombrie 1897) la Facultatea de Științe a Universității din Paris. Tot în 1897, din noiembrie, îl suplinește pe profesorul Maurice Lévy⁠(fr)[traduceți] la catedra de mecanică analitică și mecanică cerească de la Collège de France. A obținut titlul de profesor asistent în februarie 1900.
În urma cazului Dreyfus (soția lui Alfred Dreyfus era fiica lui David Hadamard, un văr al lui Amédée Hadamard, tatăl lui Jacques), s-a angajat politic, din 1897, în recunoașterea drepturilor evreilor.
În 1906 Jacques Hadamard a devenit președinte al Société mathématique de France („Societatea de Matematici din Franța”). În 1909 a devenit profesor titular al catedrei de mecanică analitică și mecanică cerească de la Collège de France. Trei ani mai târziu, i-a succedat lui Henri Poincaré la Academia Franceză de Științe. A mai fost profesor și la École polytechnique, succedându-i lui Camille Jordan, precum și la École centrale de Paris (din 1920).
Jacques Hadamard a fost președinte de onoare al asociației Union rationaliste⁠(fr)[traduceți]. În 1956 a primit medalia de aur a CNRS (Centre national de la recherche scientifique) pentru ansamblul lucrărilor sale științifice. În 1957 a fost ales membru de onoare al Academiei Române.
A murit la 17 octombrie 1963, la vârsta de 97 de ani.

## Opera matematică
Unul dintre rezultatele care l-a făcut celebru pe Jacques Hadamard a fost demonstrația pe care a dat-o în 1896 teoremei numerelor prime, care descrie distribuția asimptotică a numerelor prime (teoremă demonstrată independent, în același an, și de Charles Jean de la Vallée-Poussin⁠(en)[traduceți]).
De asemenea, el a definit conceptul de „problemă bine pusă” în domeniul ecuațiilor diferențiale.
Numele său a fost dat „matricilor Hadamard⁠(en)[traduceți]” utilizate în „transformata Hadamard” (o generalizare a transformatei Fourier) și având un vast domeniu de aplicare: algoritmi cuantici⁠(en)[traduceți], procesarea semnalelor, compresia datelor etc. Tot numele său îl poartă „produsul lui Hadamard” a două serii, folosit la dezvoltarea în serie a funcțiilor meromorfe, precum și varietatea Hadamard⁠(en)[traduceți] (o varietate Riemann completă, simplu conexă și de curbură strict negativă).
Jacques Hadamard rămâne în istoria matematicii și pentru cunoscutele sale Lecții de geometrie elementară, publicate începând din anul 1898, și care au cunoscut numeroase reeditări, atât în Franța, cât și în alte țări (printre care și România).

### Lucrări
- Essai sur l'étude des fonctions données par leur développement de Taylor. Étude sur les propriétés des fonctions entières et en particulier d'une fonction considérée par Riemann, 1893, online
- Sur la distribution des zéros de la fonction {\displaystyle \zeta (s)} et ses conséquences arithmétiques, Bulletin de la Société Mathématique de France, Vol. 24, 1896, pp. 199–220, online Arhivat în 17 iulie 2012, la Wayback Machine.
- Leçons sur la propagation des ondes et les équations de l’hydrodynamique, Paris, Hermann, 1903, online
- Leçons sur le calcul des variations, Vol. 1, Paris, Hermann, 1910, online
- Le problème de Cauchy et les équations aux dérivées partielles linéaires hyperboliques, Yale University Press, Oxford University Press 1923, reprint Dover 2003
- La série de Taylor et son prolongement analytique, 2nd edition, Gauthier-Villars, 1926
- The Psychology of Invention in the Mathematical Field, Princeton University Press, 1945, reprint Dover: 1954, 1990, 2003, ISBN 978-0-486-20107-8, online
- The Mathematician's Mind: The Psychology of Invention in the Mathematical Field, Princeton, 1996

### Traduceri în limba română
- Lecții de geometrie elementară. Geometrie în spațiu, Editura Tehnică, București, 1961
- Lecții de geometrie elementară. Geometrie plană, Editura Tehnică, București, 1962